# Louvareau
Luvarus imperialis
Famille
Genre
Espèce
Synonymes
pour le genre:
- Ausonia A. Risso, 1827
- Diana A. Risso, 1827
- Proctostegus Nardo, 1827
- Proluvarus Daniltshenko, 1968
- Astrodermus G. Cuvier, 1829
- Scrofaria Gistel, 1848

Pour l'espèce:
- Astrodermus guttatus G. Cuvier, 1829
- Astrodermus coryphaenoides G. Cuvier & Valenciennes, 1833
- Ausonia cuvieri A. Risso, 1827
- Coryphaena elegans A. Risso, 1827 in G. Cuvier, 1833[2]
- Diana semilunata A. Risso, 1827[3]
- Diana valenciennesii Cocco & Scuderi, 1835
- Astrodermus elegans Bonaparte, 1839
- Astroderma plumbeum R. T. Lowe, 1843
- Proctostegus proctostegus Nardo, 1827
- Proctostegus prototypus Nardo, 1827

Le louvareau (Luvarus imperialis) est une espèce de poissons marins, seule espèce du genre Luvarus et de la famille des Luvaridae (ordre des Acanthuriformes).

## Répartition
On trouve le louvareau dans les océans Atlantique, Indien et Pacifique dans les eaux tempérées ou tropicales.

## Description
Il s'agit d'un poisson apparemment solitaire de grande taille, au maximum 200 cm pour un poids maximum de 150 kg. Sa taille commune est comprise entre 60 et 150 cm.

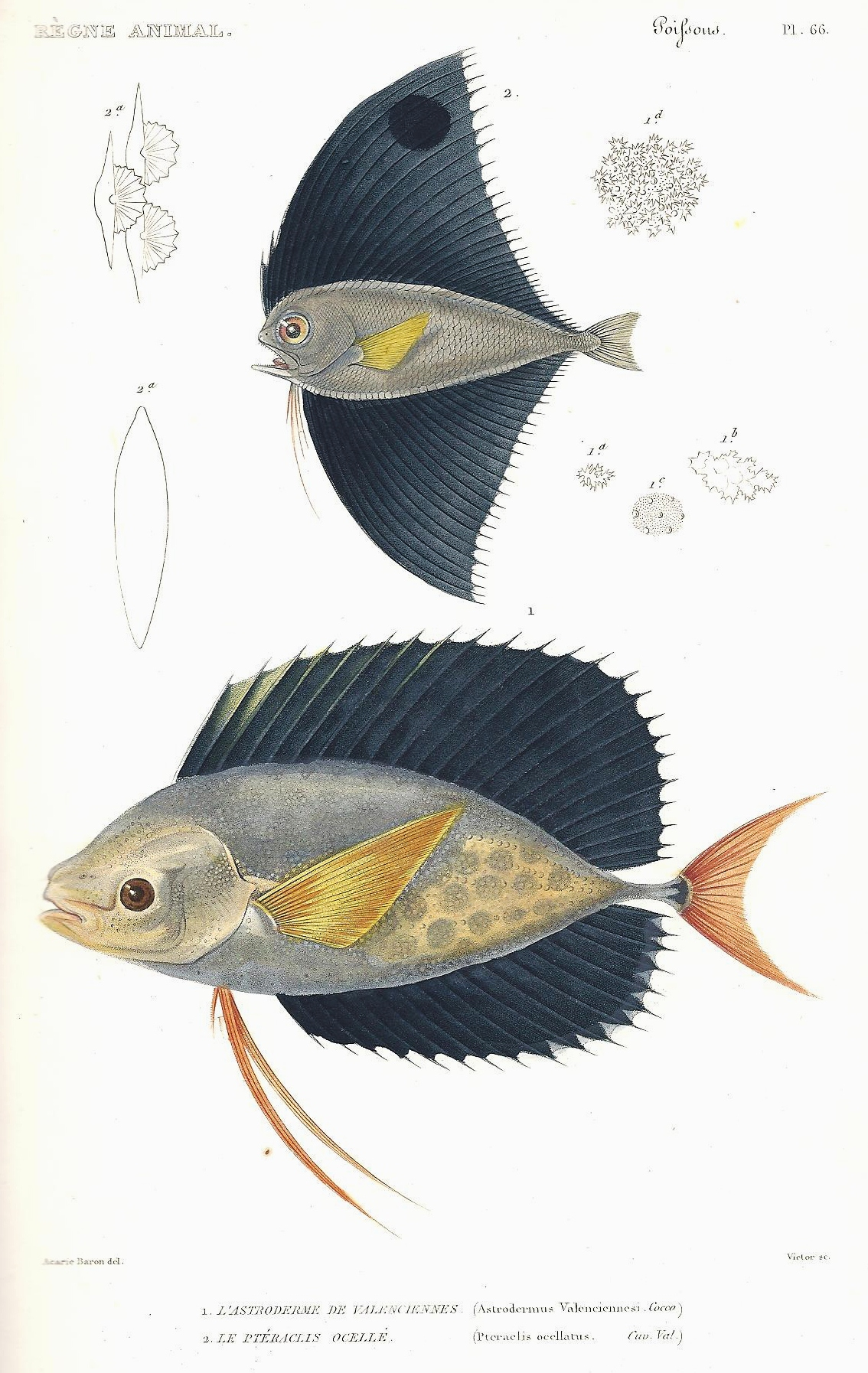
Juvénile, (Pteraclis velifera en haut ; Astrodermus valenciennesi c'est-à-dire Louvareau juvénile en bas) planche no 66 du livre Le règne animal distribué d'après son organisation par Georges Cuvier (Tome 8), seconde édition de 1828.

Sa métamorphose larvaire est complexe avec trois stades morphologiquement différents de l'adulte ; les juvéniles ne commencent à ressembler aux adultes qu'à partir de 10–20 cm de longueur seulement.

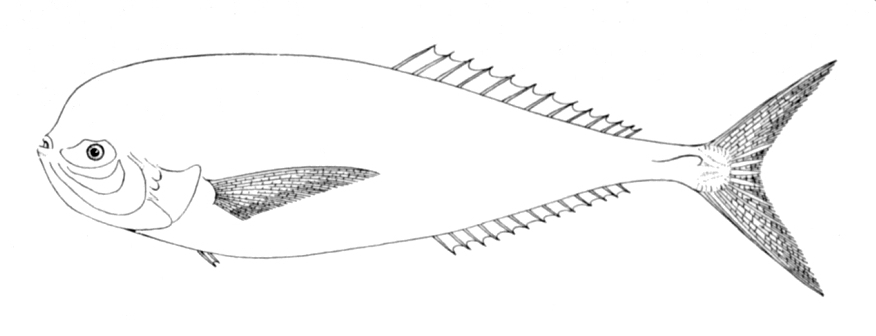
Adulte, planche no 64 du livre Oceanic Ichthyology par G.Brown Goode et Tareleton H. Bean, publié en 1896.

## Alimentation
Le Louvareau se nourrit de plancton et de méduses.

## Reproduction
Sa reproduction est ovipare.
Une femelle de 170 cm de long peut pondre 47 millions d’œufs par an.